# Schat ik ben ok
Schat ik ben ok is een lied van de Nederlandse zangeres Emma Heesters. Het werd in 2021 als single uitgebracht.

## Achtergrond
Schat ik ben ok is geschreven door Catalina Schweighauser, Ramon de Wilde, Oliver de la Rosa en Emma Heesters en geproduceerd door Schweighauser, De Wilde en Rosa. Het is een lied uit het genre nederpop. In het lied zingt de zangeres over een man die terwijl hij met haar date ook met een ander gaat. Hierover vertelt Heesters vervolgens dat ze alweer met hem is gestopt en ze "ok" is. Het is de eerste single van de zangeres in 2021. Bij het liedje deelde Heesters een bijbehorend dansje op sociale mediaplatform TikTok. De zangeres heeft ook een akoestische versie van het lied uitgebracht. De single heeft in Nederland de gouden status.

## Hitnoteringen
De zangeres had weinig succes met het lied. Er was geen notering in de Single Top 100 en ook de Top 40 werd niet bereikt, al was daar wel de derde plaats in de Tipparade.